# Fiorinia neocaledonica
Fiorinia neocaledonica är en insektsart som beskrevs av Karl Hermann Leonhard Lindinger 1911. Fiorinia neocaledonica ingår i släktet Fiorinia och familjen pansarsköldlöss.
Artens utbredningsområde är Nya Kaledonien. Inga underarter finns listade i Catalogue of Life.